# Şahtaxtı
Şahtaxtı è un comune dell'Azerbaigian situato nel distretto di Kəngərli.